# Gol Gumbaz
Le Gol Gumbaz, ou Gol-gumbad, est un mausolée construit pour Muhammad Âdil Shâh (en), sultan de Bijapur, à partir de 1650.
Surmonté d'un dôme de 38 m de diamètre intérieur, c'est l'une des œuvres majeures de l'architecture islamique du Deccan. Il comporte une petite mosquée à l'ouest du bâtiment principal.

## Galerie

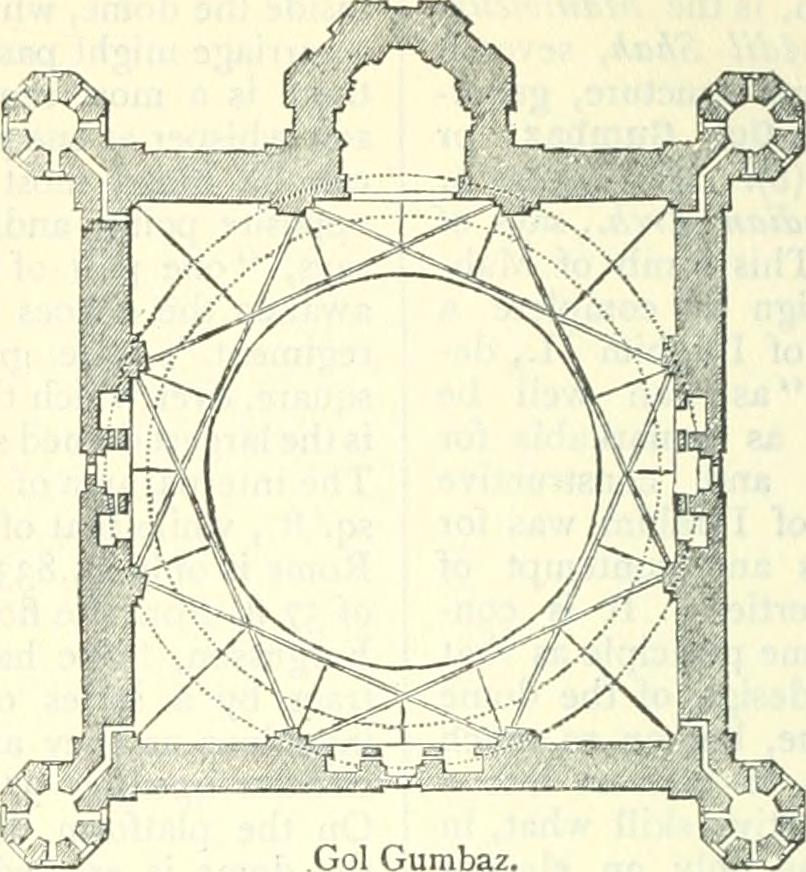
Plan du Gol Gumbaz.
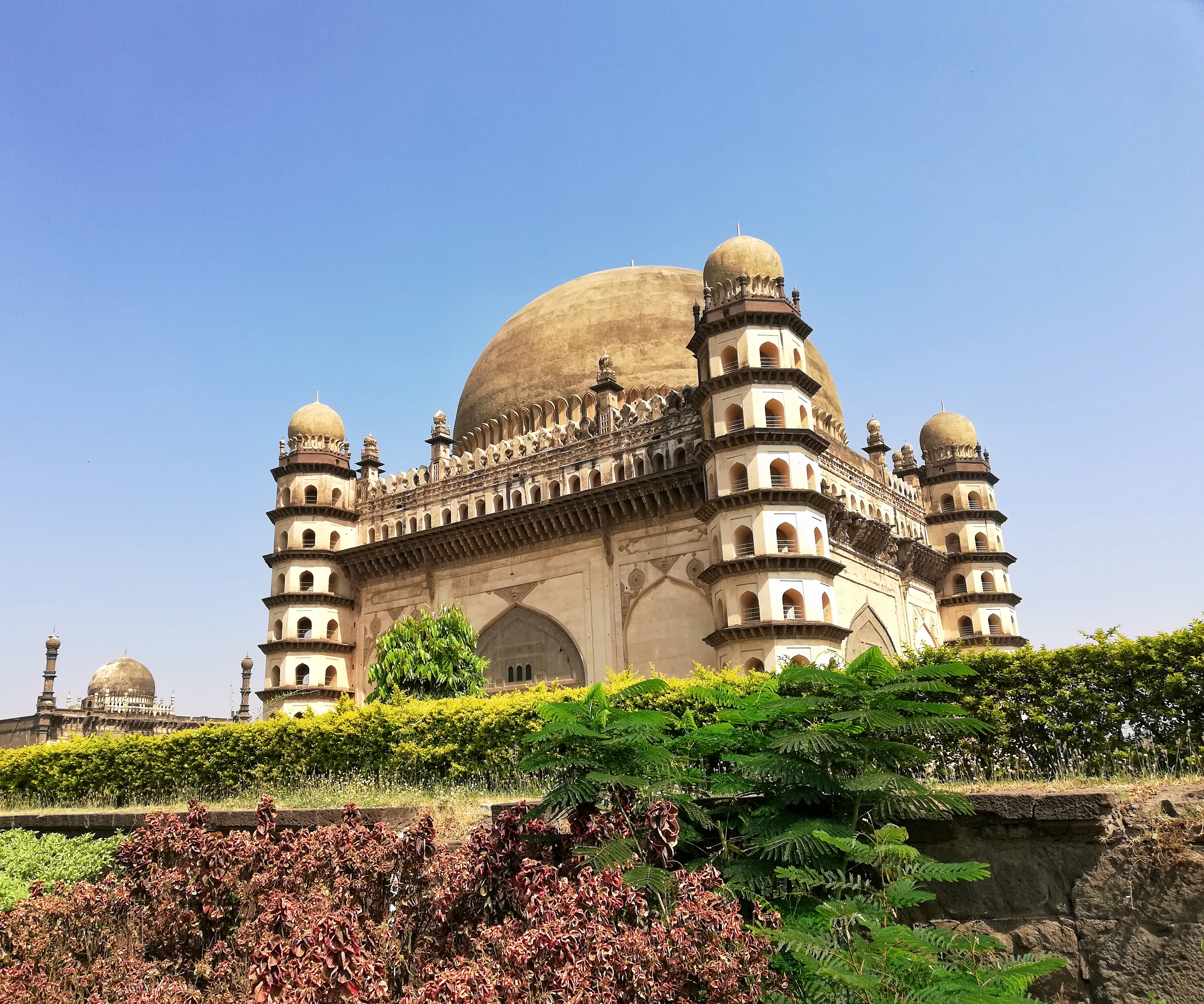
Tombe vue depuis les jardins.
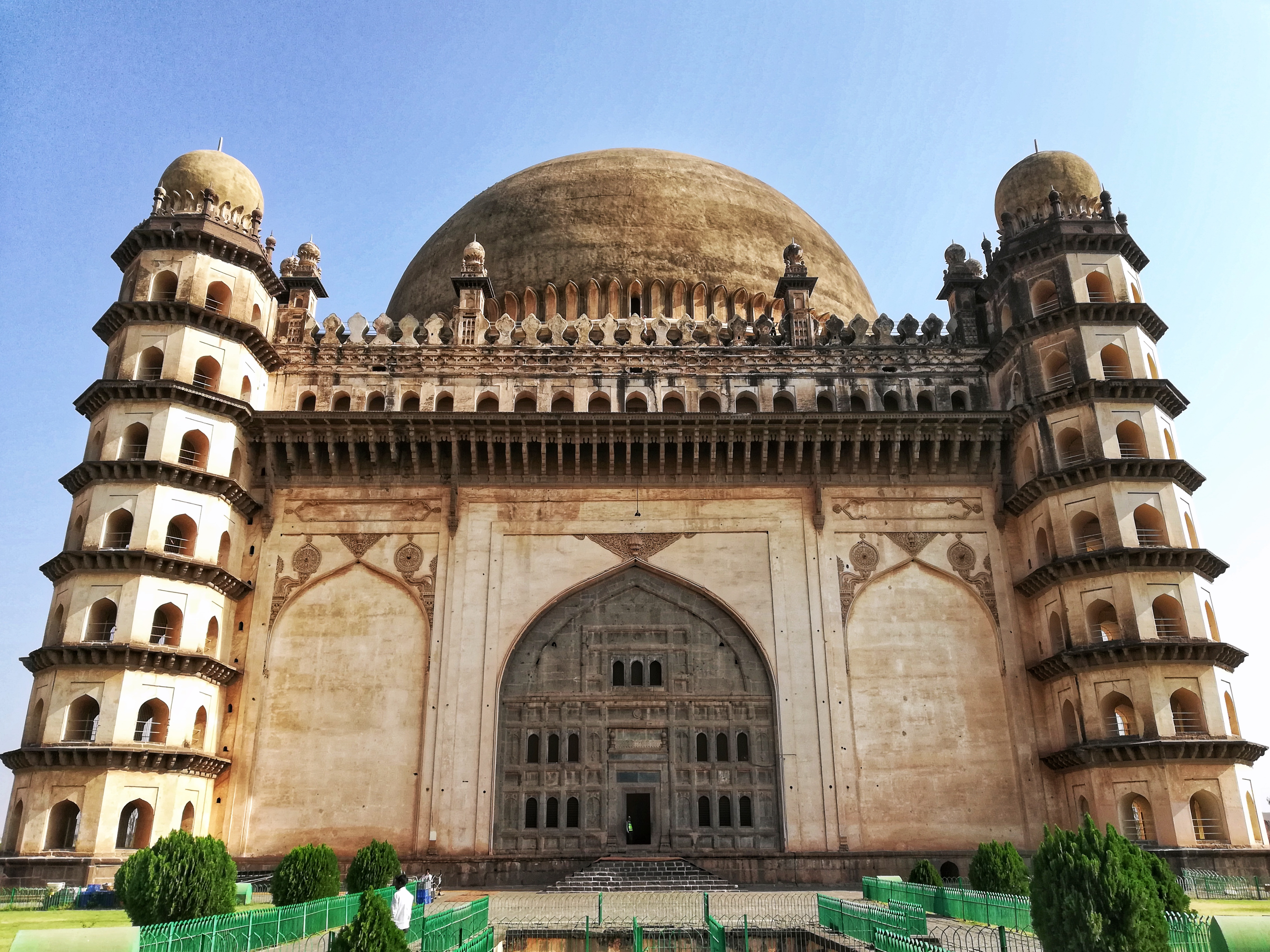
Façade occidentale.